# أرشيبالد مكدونالد (سياسي)
أرشيبالد مكدونالد (بالإنجليزية: Archibald McDonald)‏ هو سياسي بريطاني وأسترالي (وحمل سابقاً جنسية المملكة المتحدة لبريطانيا العظمى وأيرلندا)، ولد في 22 ديسمبر 1872، وتوفي في 30 نوفمبر 1962. حزبياً، نشط في تحالف الليبرالية والريفي. وقد انتخب عضو مجلس النواب جنوب أستراليا من الجمعية عن دائرة Electoral district of Burra ‏ وقد انضم خلال فترته النيابية (19 مارس 1938 – 7 مارس 1947) للكتلة البرلمانية تحالف الليبرالية والريفي وانتخب عضو مجلس النواب جنوب أستراليا من الجمعية عن دائرة Electoral district of Burra Burra ‏ وقد انضم خلال فترته النيابية (8 أبريل 1933 – 18 مارس 1938) للكتلة البرلمانية تحالف الليبرالية والريفي.